# باد و مه
باد و مه فیلمی ایرانی محصول ۱۳۸۹ به نویسندگی و کارگردانی محمدعلی طالبی است. این فیلم که در ابتدا موفق شده بود تحت عنوان «دوباره پرواز کن» مجوز ساخت را دریافت کند،.

## خلاصه داستان
پدر شوکا کارگر حفاری است. او برای کار به همراه خانواده، همسر و پسر کوچکش و دخترش به اهواز می‌رود. با شروع جنگ ایران و عراق، خانواده شوکا درگیر جنگ می‌شوند. در یکی از بمباران‌های هوایی برفراز شهر،مادر شوکا کشته می شود و برادرش زخمی،سپس پدر آن ها را به....